# Australargyria fulvinotellus
Australargyria fulvinotellus là một loài bướm đêm trong họ Crambidae.